# قلعه ینگجه
قلعه ینگجه مربوط به هزاره ۱- دوره سلجوقیان است و در شهرستان اردبیل، روستای ینگجه ملا محمد حسن واقع شده و این اثر در تاریخ ۱۴ مرداد ۱۳۸۲ با شمارهٔ ثبت ۹۴۳۲ به‌عنوان یکی از آثار ملی ایران به ثبت رسیده است.